# Гансгеорг Бетхер
Гансгеорг Бетхер (нім. Hansgeorg Bätcher; 13 січня 1914, Фінстервальде — 23 квітня 2003, Юльзен) — німецький льотчик-ас бомбардувальної авіації, оберстлейтенант люфтваффе. Кавалер Лицарського хреста Залізного хреста з дубовим листям.

## Біографія
Син інженера. В юності захоплювався кінним спортом і планеризмом. 1 квітня 1934 року вступив у 3-й автомобільний батальйон. 1 листопада 1935 року переведений в люфтваффе. Закінчив училище бомбардувальної авіації в Тутові. 1 березня 1936 року зарахований в авіагрупу «Гота».
В 1939 році спочатку був ад'ютантом генерала авіації Гельмута Фельмі, а потім — ад'ютантом 1-ї групи 154-ї бомбардувальної ескадри. Учасник Польської і Французької кампаній. 5 червня 1940 року його літак був збитий французькими винищувачами, Бетхер здійснив вимушену посадку і був взятий в полон. В червні 1940 року звільнений. В 1941 році складі 100-ї бомбардувальної групи брав участь у битві за Британію. З 15 липня 1941 року — командир 1-ї ескадрильї своєї групи, на чолі якої з липня 1941 року брав участь в Німецько-радянській війні. Учасник нальотів на Москву. Після переформування 100-ї групи 15 грудня 1941 року очолив 1-у ескадрилью 100-ї бомбардувальної ескадри. Учасник боїв у Криму, зокрема нальотів на кораблі радянського Чорноморського флоту. 6-7 лютого 1942 року потопив радянський танкер водотоннажністю 2000 тонн. Відзначився під час бойових дій в районі Севастополя та Новоросійська. В січні-липні 1942 року здійснив 206 бойових вильотів, в тому числі 122 до району Севастополя. З серпня 1942 року брав участь у боях на Дону та під Сталінградом (де здійснив 132 вильоти, в тому числі 43 транспортні). З кінця грудня 1942 року виконував обов'язки командира 1-ї групи 100-ї бомбардувальної ескадри. 30 липня 1943 року першим з льотчиків бомбардувальної авіації здійснив 500 бойових вильотів. З 21 жовтня 1943 року — командир 1-ї групи 4-ї бомбардувальної ескадри «Генерал Вефер». Взимку 1943/44 років керував авіанальотами групи на Керч та переправи через Сиваш. 24 березня 1944 року переведений в штаб 4-го повітряного флоту. З 6 грудня 1944 року — командир 3-ї групи 76-ї бомбардувальної ескадри. З 27 лютого 1945 року — командир 54-ї бомбардувальної (винищувальної) ескадри, на озброєнні якої були реактивні Ме.262. Всього за час бойових дій здійснив 658 бойових вильотів, з них 642 — на Східному фронті. 8 травня 1945 року взятий у полон американськими військами.
Після звільнення працював на різних підприємствах паперової промисловості. З 1954 року — комерційний директор Grünewalda Registrator Co. GmbH, з 1955 року — Hermann Herdegen GmbH. З 1970 року — голова Союзу берлінських виробників паперу, картону і пластмаси.

## Звання
- Фанен-юнкер (1 квітня 1934)
- Фанен-юнкер-унтерофіцер (1935)
- Фенріх (1935)
- Оберфенріх (1935)
- Лейтенант (1 квітня 1936)
- Оберлейтенант (1 квітня 1939)
- Гауптман (1 березня 1942)
- Майор (1 листопада 1943)
- Оберстлейтенант (20 квітня 1945)

## Нагороди
- Німецька імперська відзнака за фізичну підготовку в бронзі
- Медаль «За вислугу років у Вермахті» 4-го класу (4 роки)
- Комбінований Знак Пілот-Спостерігач (12 жовтня 1938)
- Залізний хрест
  - 2-го класу (27 вересня 1939)
  - 1-го класу (15 липня 1940)
- Авіаційна планка бомбардувальника в золоті з підвіскою «600»
  - в бронзі (23 серпня 1941)
  - в сріблі (3 вересня 1941)
  - в золоті (8 листопада 1941)
- Почесний Кубок Люфтваффе (24 листопада 1941)
- Медаль «Хрестовий похід проти комунізму» (Румунське королівство)
- Кримський щит (1942)
- Німецький хрест в золоті (2 липня 1942)
- Медаль «За зимову кампанію на Сході 1941/42» (27 липня 1942)
- Лицарський хрест Залізного хреста з дубовим листям
  - лицарський хрест (21 грудня 1942)
  - дубове листя (№ 434; 24 березня 1944)